# Operação Proteger a Pátria
A Operação Proteger a Pátria iniciou-se em 5 de dezembro de 2024 quando a Autoridade Palestina (AP) lançou uma operação em larga escala na cidade de Jenin, na Cisjordânia, contra as Brigadas de Jenin, uma milícia palestina local. A Autoridade Palestina disse que foi lançada para "erradicar a sedição e o caos" na Cisjordânia, retratando os militantes como agentes de instabilidade que estão indiretamente auxiliando a extrema-direita israelense, que tem buscado sua enfraquecer.
A operação caracterizou o maior e mais violento confronto que a Autoridade Palestina teve com militantes da Cisjordânia, e analistas se referiram aos eventos como "os mais ferozes" combates interpalestinos desde a Batalha de Gaza de 2007. Também marcou a primeira vez em vários anos que as forças da Autoridade Palestina realizaram uma incursão em grande escala no campo de refugiados de Jenin, controlado pelos militantes onde a maior parte dos combates se concentraram.
Durante a operação, vários relatos de abusos de direitos humanos cometidos pelas forças da Autoridade Palestina em Jenin surgiram, e esta fechou a Al Jazeera nos enclaves palestinos por veicular tais reportagens.
Em 17 de janeiro de 2025, a Autoridade Palestina chegou a um acordo com as Brigadas de Jenin para encerrar o impasse em Jenin e seu campo de refugiados. O acordo falhou quando os combates recomeçaram dois dias depois. Em 21 de janeiro, a operação efetivamente parou, quando as forças da Autoridade Palestina se retiraram de suas posições enquanto as Forças de Defesa de Israel iniciavam um grande ataque ao campo de Jenin.

## Contexto
Desde 2022, há um conflito armado em andamento entre a Autoridade Palestina e milícias anti-Israel locais, que se intensificou durante a Guerra de Gaza. A Autoridade Palestina, que governa autonomamente os enclaves palestinos da Cisjordânia ocupada por Israel, tem sido frequentemente caracterizada como parceira de Israel e cúmplice da ocupação.
A Autoridade Palestina, amplamente percebida como ineficaz, também tem buscado reforçar sua credibilidade como uma administração capaz de governança forte e reprimir militantes. A Autoridade Palestina igualmente busca melhorar as chances de um desfecho para a guerra em Gaza, onde governaria a Faixa de Gaza. Objetivos semelhantes motivaram a Autoridade Palestina durante sua operação anterior em Tubas em outubro de 2024. Além disso, receia que as milícias da Cisjordânia possam ser inspiradas pela rápida queda do regime de Assad na Síria em dezembro de 2024 e tenham como objetivo derrubar a Autoridade Palestina.
Jenin é historicamente um foco de conflito entre militantes palestinos e Israel, e o campo de refugiados da cidade tem sido especialmente um reduto militante. As Brigadas de Jenin se formaram na cidade em 2021 e se envolveram em confrontos com Israel e a Autoridade Palestina. As Brigadas semiautônomas operam simultaneamente sob três facções militantes: Jihad Islâmica Palestina (JIP), Brigadas dos Mártires de Al-Aqsa e Hamas.